# Tecuci
Tecuci – miasto we wschodniej Rumunii, w okręgu Gałacz, nad rzeką Bârlad (będącą dopływem Seretu). Tecuci leży na północny zachód od miasta Gałacz. W 2010 roku w mieście mieszkało 45 tys. mieszkańców. W Tecuci rozwinął się przemysł elektromaszynowy, spożywczy, materiałów budowlanych. Miasto jest ośrodkiem regionu uprawy winorośli oraz węzłem komunikacyjnym. W mieście znajduje się muzeum historyczne.
10 maja 1928 roku w Tecuci urodził się rumuński generał i minister obrony Victor Stănculescu.